# Mauritius International 2024
Die Mauritius International 2024 im Badminton fanden als offene internationale Meisterschaften von Mauritius vom 11. bis zum 14. Juli 2024 in Beau Bassin-Rose Hill statt.

## Sieger und Platzierte
| Veranstaltung | Gold                         | Silber                         | Bronze                                |
| ------------- | ---------------------------- | ------------------------------ | ------------------------------------- |
| Herreneinzel  | Yudai Okimoto                | Rizki Ansyahri                 | Vishal Vasudevan                      |
| Herreneinzel  | Yudai Okimoto                | Rizki Ansyahri                 | Zewei Xie                             |
| Dameneinzel   | Nanaho Kondo                 | Anna Tatranova                 | Tanishq Mamilla Palli                 |
| Dameneinzel   | Nanaho Kondo                 | Anna Tatranova                 | Aashi Rawat                           |
| Herrendoppel  | Julien Maio William Villeger | Malik Bourakkadi Marvin Datko  | Aaron Assing Loic Antoine Nanicaoudin |
| Herrendoppel  | Julien Maio William Villeger | Malik Bourakkadi Marvin Datko  | Melvin Appiah Tejraj Pultoo           |
| Damendoppel   | Kaho Osawa Mai Tanabe        | Hina Shiwa Chisa Yamafuji      | Sharone Bauer Emilie Vercelot         |
| Damendoppel   | Kaho Osawa Mai Tanabe        | Hina Shiwa Chisa Yamafuji      | Téa Margueritte Flavie Vallet         |
| Mixed         | Julien Maio Léa Palermo      | William Villeger Flavie Vallet | Marvin Datko Julia Meyer              |
| Mixed         | Julien Maio Léa Palermo      | William Villeger Flavie Vallet | Tan Wei Liang Wong Kha Yan            |